# Grand Prix du Portugal
Il Grand Prix du Portugal era una corsa a tappe maschile di ciclismo su strada disputata in Portogallo dal 2007 al 2010 nel mese di marzo. Faceva parte del calendario della Coppa delle Nazioni Under-23 come classe 2.Ncup.

## Albo d'oro
Aggiornato all'edizione 2010.
| Anno | Vincitore       | Secondo         | Terzo             |
| ---- | --------------- | --------------- | ----------------- |
| 2007 | Vitor Rodrigues | Tiago Machado   | Gasper Svab       |
| 2008 | Vitor Rodrigues | Anthony Roux    | Rein Taaramäe     |
| 2009 | Sergio Henao    | Ricardo Vilela  | Rasmus Guldhammer |
| 2010 | Tom Dumoulin    | Nélson Oliveira | Gregory Brenes    |